# 夜中メイクが気になったから
『夜中メイクが気になったから』（よなかメイクがきになったから）は、2012年6月3日から2020年3月29日までラジオ大阪で放送されていたラジオ番組である。愛称は『よなきに』。番組終了時点のパーソナリティは声優のたかはし智秋、千菅春香、前田誠二の3人。

## 概要
アーティスティックな声優がお送りする芸術をコンセプトとしたアーティスティック・バラエティ・ラジオ番組である。
番組名の由来は、番組企画段階当時の新聞広告に「夜中メイクが気になったから」という文言を見つけ番組名として採用したもの。
番組開始当初はたかはし智秋、愛美、上坂すみれの三人がパーソナリティを務めていたが、2013年5月26日(第52回)放送をもって上坂が番組を卒業した。
上坂の卒業に伴い、番組公開オーディションを開催。その結果、同年7月28日(第59回)放送から千菅春香が新パーソナリティとなった。
愛美が2018年8月30日(第319回)放送をもって卒業した。。
愛美の卒業に伴い、再び番組公開オーディションを開催。その結果、2019年1月6日(第333回)放送から前田誠二が新パーソナリティとなった。
2019年3月でブシロードがスポンサー降板、4月から企業スポンサーなしのチャンネル会員スポンサー放送になった。
2020年3月を以て番組を終了することが2020年2月9日の放送で発表された。

## 放送日時
| 放送局                               | 放送開始日   | 放送時間                | 備考                               |
| ------------------------------------ | ------------ | ----------------------- | ---------------------------------- |
| ラジオ大阪                           | 2012年6月3日 | 毎週日曜日22:00 - 22:30 |                                    |
| ニコニコ生放送（ニコニコチャンネル） | 2012年6月3日 | 毎週日曜日22:00 - 22:30 | 有料。先々週期間限定アーカイブあり |
| 響ラジオステーション                 | 2012年6月4日 | 毎週月曜日配信          |                                    |
| 文化放送・超!A&G+                    | 2013年7月7日 | 毎週日曜日17:00 - 17:30 | 1週遅れ、最終回は未配信            |

2013年5月26日第52回放送（ラジオ大阪）までは22:30 - 23:00の30分番組であったが、6月2日第53回放送から放送時間が30分拡大され、放送時間が22:00 - 23:00に変更となった。同時に、ニコニコ生放送の番組後半が会員限定および有料化され、11月17日第75回放送から隔週の生放送で動画配信を開始した。
2014年4月6日第92回放送より放送時間が21:30 - 22:30に変更。
2017年7月2日放送回より放送時間が21:30 - 22:20に変更。これにより、最後の10分間はチャンネル会員限定となった。2017年11月5日放送回より放送時間が21:30 - 22:30に変更。
2018年6月3日放送回より放送時間が21:30 - 22:20に変更。
2019年4月6日放送回より再び放送時間が21:30 - 22:30に変更。
2019年10月6日放送回より最終回まで放送時間が22:00 - 22:30に変更のうえ、すべて収録放送に変更。

## ゲスト出演者
- #3 宮村優子、鈴村健一、岩田光央
- #5 飯塚雅弓
- #9 時東ぁみ
- #15 佐藤ひろ美
- #17 南里侑香
- #19 ギャランティーク和恵、稲葉さゆり
- #23 結城アイラ
- #29 鳥部万里子
- #30 民安ともえ
- #41 千菅春香
- #43 大空直美、中島唯、松田颯水（いずれも『めっちゃすきやねん』のパーソナリティ）
- #46 織田かおり
- #49 k*hideki
- #53#54 中村温姫、鳥部万里子（パーソナリティオーディション）
- #55#56 華山梨彩、千菅春香（パーソナリティオーディション）
- #57#58 池田裕子、若狭みなと（パーソナリティオーディション）
- #59 新井里美
- #61-#74 流田豊
- #65 飯塚雅弓
- #72 鳴海杏子
- #75 結城アイラ
- #76 織田かおり
- #78 Yun*chi
- #79 浪川大輔、森久保祥太郎、岩田光央、鈴村健一
- #92 佐土原かおり、味里、臼井晴菜
- #94 野水伊織
- #96 山田悠希
- #98 山本和臣
- #100・#101 藏合紗恵子、流田豊
- #102・#103 ブリドカットセーラ恵美
- #104・#105 山田奈都美、高田潤
- #108 高橋美佳子
- #110 三重野瞳
- #112 流田豊
- #132 國府田マリ子
- #143 長妻樹里
- #146 藏合紗恵子、流田豊
- #148 川上千尋
- #150 東内マリ子
- #152 Poppin' Party
- #155 飯塚雅弓
- #160 MICHI
- #178 中島唯
- #182#183 佐藤聡美
- #186#187 豊永利行
- #188#189 山下誠一郎
- #192#193 中山信宏
- #194 上坂すみれ
- #197 飯塚雅弓
- #200 MICHI
- #204 原由実、東内マリ子
- #302 大空直美、中島唯、松田颯水
- #304 駒形友梨
- #311 織田かおり
- #314 亜咲花
- #319 流田豊、上坂すみれ（音声メッセージ出演）
- #496 愛美（サプライズ出演）、上坂すみれ（音声メッセージ出演）

## 楽曲
よなきにガールズのテーマ
歌：たかはし智秋、愛美、千菅春香
作詞・作曲・編曲・演奏 - 流田Project

## 関連商品
- 夜中メイクが気になったから ラジオCD（先行販売：2014年3月16日 / 一般発売：2014年4月30日）FFCO-0107
- 夜中メイクが気になったから 番組CD in シンガポール（先行販売：2017年11月5日 / 一般発売：2017年12月29日）OBC-1711
- 恋のステイション〜あなたをここで待つわ♪〜（）
  - よなきにガールズ待望の新曲「恋のステイション〜あなたをここで待つわ♪〜」「パローレ☆甘い恋人」「ざくろ」を完全収録。

## 公開イベント
2012年
- Vステ夏の陣2012 「夜中メイクが気になったから」公開生放送（6月17日）
- キャラホビ2012 夜中メイクが気になったから　公開録音（8月26日）
- 夜中メイクが気になったから　初単独イベント（12月29日）

2013年
- 夜中メイクが気になったから　初の大阪イベント（2月24日）
- 夜中メイクが気になったから　公開生放送（2月24日）
- アニメコンテンツエキスポ2013 ラジオ大阪ブース「夜中メイクが気になったから」 新グッズお渡し会（3月31日）
- A＆Gサマーフェスティバル夜中メイクが気になったから　公開イベント ゲスト:上坂すみれ（8月12日）
- 夜中メイクが気になったから　年末イベント　公開生放送 ゲスト：岩田光央（12月29日）

2014年
- 夜中メイクが気になったから　大阪イベント（3月16日）
- AnimeJapan 2014 夜中メイクが気になったから　CDお渡し会（3月22日）
- 「なにかを買わなければいられなくなるバス」に乗ってナガシマ スパーランドに行く「夜中メイクが気になったから」ツアー（5月25日）
- キャラホビ2014 夜中メイクが気になったからステージ（8月24日）
- 京都国際マンガ・アニメフェア2014 夜中メイクが気になったから　パーソナリティデザインＴシャツお渡し会（9月20日）
- OBCラジオまつり～10万人のふれあい広場2014「夜中メイクが気になったから」冬の新商品お渡し会（11月23日）
- 夜中メイクが気になったから&めっちゃすきやねん合同イベント「1314Vステーション　NO!DRUGスペシャルライブ」（11月23日）
- 臨時列車「北九州ポップカルチャーフェスティバル・夜中メイクが気になったから号」運行イベント（12月6日）
- 北九州ポップカルチャーフェスティバル 「よなきに忘年会イベント」＆「よなきに冬の新商品お渡し会」（12月6日）

2015年
- 1314 V-STATION 歌の文化祭2015（2月15日）
- AnimeJapan 2015 よなきにドリームパックお渡し会（3月21日）
- 夜中メイクが気になったから3周年記念イベント（6月7日）
- 夜中メイクが気になったから真夏の大宴会（8月16日）
- 夜中メイクが気になったから年忘れビッグショー ゲスト：山下誠一郎（12月27日）
- 「夜中メイクが気になったから」スタジオ観覧（12月27日）

2016年
- 「めっちゃすきやねん的新春カーニバル」ゲスト：夜中メイクが気になったから（1月17日）
- 「夜中メイクが気になったから的新春カーニバル」ゲスト：めっちゃすきやねん（1月17日）
- AnimeJapan 2016 夜中メイクが気になったからお渡し会（3月27日）
- アニラジアワード『エッチなラジオ賞』受賞記念、夜中メイクが気になったから４周年記念 よなきにお色気温泉ツアーin奈良健康ランド（5月29日）
- C3TOKYO2016 2日目 ラジオ大阪ブース 「夜中メイクが気になったから」お渡し会（8月28日）
- 「よなきに2017年カレンダー」お渡し会（12月28日）

2017年
- 夜中メイクが気になったから 新春お年玉まつり（1月8日）
- 夜中メイクが気になったから グローバルサイン会（9月10日）
- 夜中メイクが気になったから グローバル食事会（9月10日）
- よなきにカーニバル2017秋　昼の部・夜の部　ゲスト：ここいば!（11月5日）

2020年
- ちょっと遅めの新年会パーティー！（開催日未定だったが2020年12月22日に中止が発表された）

## 受賞歴
- 2016年3月27日、第2回アニラジアワード「BEST SEXY RADIO えっちなラジオ賞（一般枠）」[2]

## タイアップ
- 2014年1月5日第82回放送から3月16日第91回放送まで、佐藤聡美がパーソナリティを務めるエンダーのゲームRADIOが番組内ミニ番組として放送された。[3]
- 2016年1月3日第181回放送から3月27日第193回放送まで、千菅が主演を務めた少女たちは荒野を目指すのタイアップ企画として本番組名を夜中少女たちは荒野を目指したからに変更して放送した。[4]

## 番外編
愛美の22歳の誕生日2013年12月24日に「～よなきに番外編～「寺川愛美 生誕祭スペシャル」聖なる夜に重大(!?)発表！」がニコニコ生放送で放送された。